# Life F1
 Life  va ser un constructor de cotxes de competició italià que va arribar a disputar curses a la Fórmula 1.
L'equip va ser fundat per  Ernesto Vita  (d'aquí el nom de l'equip Life -vida en anglès-) i tenia la seu a Mòdena, Itàlia.
Va debutar a la F1 a la temporada 1990 a la prova inicial, el GP dels Estats Units, disputant catorze curses de la temporada 1990 no aconseguint classificar-se per disputar la cursa en cap ocasió.

## Resum
| Curses: | Victòries: | Pòdiums: | Poles: | Voltes ràpides: | Punts: |
| ------- | ---------- | -------- | ------ | --------------- | ------ |
| 14 (0)  | 0          | 0        | 0      | 0               | 0      |